# Nachal Šuach
Nachal Šuach (hebrejsky: נחל שוח) je vodní tok v Izraeli, respektive na Golanských výšinách okupovaných Izraelem od roku 1967.
Začíná ve východní části Golanských výšin, na západním úbočí hor Har Bental a Har Avital. Směřuje pak k jihozápadu, zpočátku mělkým údolím skrz plochou krajinu. Na dolním toku se zařezává do podloží, čímž vytváří úzké údolí, jež směřuje stále k západu. Část údolí je součástí přírodní rezervace o ploše 1100 dunamů (1,1 kilometru čtverečního). Pak ústí do řeky Jordán, již v mezinárodně uznávaných hranicích Izraele, nedaleko obce Jesud ha-Ma'ala.